# زمین‌لرزه ۲۰۰۹ جزایر آندامان
زمین‌لرزه جزایر آندامان  در تاریخ ۱۰ اوت ۲۰۰۹ میلادی، برابر با ‎۱۹ مرداد ۱۳۸۸، ساعت ۱۹:۵۵:۳۸٫۷۳ به زمان یوتی‌سی در هند ، منطقه جزایر آندامان رخ داد.ژرفای این زلزله ۳۳٫۱ کیلومتر بود. بزرگی آن ۷٫۸ در مقیاس Mw بدست آمده‌است.
زمین‌لرزه هیچ کشته‌ای نداشته است.